# Arbeitszeitgesetz
Das deutsche Arbeitszeitgesetz betrifft den öffentlich-rechtlichen Arbeitsschutz. Es begrenzt die höchstzulässige tägliche Arbeitszeit, es setzt Mindestruhepausen während der Arbeitszeit und Mindestruhezeiten zwischen Beendigung und Wiederaufnahme der Arbeit sowie die Arbeitsruhe an Sonn- und Feiertagen fest. Zudem enthält es Schutzvorschriften zur Nachtarbeit. Das Gesetz ist für Arbeitgeber und Arbeitnehmer verbindlich.
Das Arbeitszeitgesetz dient der Umsetzung der Europäischen Richtlinie 93/104/EG vom 23. November 1993 und der Richtlinie 2003/88/EG über bestimmte Aspekte der Arbeitszeitgestaltung in nationales deutsches Recht, außerdem der Vereinheitlichung des Arbeitszeitrechts nach der Herstellung der Einheit Deutschlands.  Vor dem Inkrafttreten des Arbeitszeitgesetzes war die Arbeitszeit der westdeutschen Beschäftigten in der Arbeitszeitordnung (AZO) sowie in mehreren Spezialgesetzen geregelt, in der DDR im 8. Kapitel des Arbeitsgesetzbuchs.
Zweck des Arbeitszeitgesetzes ist, die Sicherheit und den Gesundheitsschutz der Arbeitnehmer bei der Arbeitszeitgestaltung zu gewährleisten und die Rahmenbedingungen für flexible Arbeitszeiten zu verbessern sowie den Sonntag und die staatlich anerkannten Feiertage als Tage der Arbeitsruhe und der seelischen Erhebung der Arbeitnehmer zu schützen (§ 1 ArbZG).

## Anwendungsbereich
Das Arbeitszeitgesetz gilt grundsätzlich für alle Arbeitnehmer (Arbeiter und Angestellte sowie die zu ihrer Berufsbildung Beschäftigten); ausgenommen sind gem. § 18 folgende Personengruppen und Branchen:
- leitende Angestellte im Sinne des § 5 Abs. 3 des Betriebsverfassungsgesetzes,
- Chefärzte,
- Leiter von öffentlichen Dienststellen und deren Vertreter sowie Arbeitnehmer im öffentlichen Dienst, die zu selbständigen Entscheidungen in Personalangelegenheiten befugt sind,
- Arbeitnehmer, die in häuslicher Gemeinschaft mit den ihnen anvertrauten Personen zusammenleben und sie eigenverantwortlich erziehen, pflegen oder betreuen,
- der liturgische Bereich der Kirchen und der Religionsgemeinschaften,
- Personen unter 18 Jahren, für diese gilt das Jugendarbeitsschutzgesetz,
- Arbeitnehmer auf Kauffahrteischiffen als Besatzungsmitglieder, für diese gilt das Seearbeitsgesetz,
- Arbeitnehmer als Besatzungsmitglieder von Luftfahrzeugen, für diese gilt die EU-Ops (Subpart Q).

Das Arbeitszeitgesetz gilt somit nicht für Beamte und Soldaten. Für Beamte gelten spezielle beamtenrechtliche Arbeitszeitverordnungen (des Bundes und der Länder). Die Arbeitszeitregelungen in §§ 3 bis 13 des Gesetzes gelten auch nicht für Arbeitnehmer, welche hoheitliche Aufgaben – und somit Aufgaben eines Beamten – wahrnehmen, sofern es nicht für diese Fälle einen Tarifvertrag gibt (§ 19).
Für Soldaten gilt seit 1. Januar 2016 die EU-Arbeitszeitrichtlinie in Verbindung mit der Soldatenarbeitszeitverordnung (SAZV) und wurde mit einer Anpassung im Soldatengesetz umgesetzt. Danach gilt für den Grundbetrieb der Bundeswehr eine regelmäßige wöchentliche Arbeitszeit von 41 Stunden ohne Pausen.

## Arbeitszeitregelungen
Arbeitszeit im Sinne dieses Gesetzes ist die Zeit vom Beginn bis zum Ende der Arbeit ohne die Ruhepausen. Im Einzelfall sind vertragliche Änderungen möglich. Nach der Grundregelung in § 3 ArbZG darf die werktägliche Arbeitszeit der Arbeitnehmer acht Stunden nicht überschreiten. Sie kann auf bis zu zehn Stunden nur verlängert werden, wenn innerhalb von sechs Kalendermonaten oder innerhalb von 24 Wochen im Durchschnitt acht Stunden werktäglich nicht überschritten werden. Für Nachtarbeitnehmer muss der Ausgleich auf durchschnittlich acht Stunden gem. § 6 Abs. 1 Satz 1 ArbZG innerhalb eines Monats hergestellt werden.
Wenn Rohstoffe oder Lebensmittel zu verderben oder Arbeitsergebnisse zu misslingen drohen oder in Forschung und Lehre, bei unaufschiebbaren Vor- und Abschlussarbeiten sowie bei unaufschiebbaren Arbeiten zur Behandlung, Pflege und Betreuung von Personen oder zur Behandlung und Pflege von Tieren an einzelnen Tagen, kann von den obigen Regelungen Abstand genommen werden. Es gilt dann, dass die wöchentliche Arbeitszeit von 48 Stunden im Durchschnitt von sechs Kalendermonaten oder 24 Wochen nicht überschritten werden darf. (§ 14 ArbZG)
Das Arbeitszeitgesetz gibt einen Rahmen vor, der allerdings durch schriftliche Vereinbarungen zwischen den Tarifparteien (Tarifvertrag, Betriebsvereinbarung) oder Ausnahmegenehmigungen der zuständigen Behörde im Rahmen des Gesetzes erweitert werden kann.

## Sonn- und Feiertagsregelungen
Grundsätzlich dürfen gem. § 9 ArbZG Arbeitnehmer an Sonn- und Feiertagen von 0 bis 24 Uhr nicht beschäftigt werden. In mehrschichtigen Betrieben mit regelmäßiger Tag- und Nachtschicht kann Beginn oder Ende der Sonn- und Feiertagsruhe um bis zu sechs Stunden vor- oder zurückverlegt werden, wenn für die auf den Beginn der Ruhezeit folgenden 24 Stunden der Betrieb ruht. Für Kraftfahrer und Beifahrer kann der Beginn der 24-stündigen Sonn- und Feiertagsruhe um bis zu zwei Stunden vorverlegt werden.
Von der sonn- und feiertäglichen Arbeitsruhe generell ausgenommen sind lebenswichtige Arbeiten (Notfallsanitäter, Rettungsassistenten, Rettungssanitäter, Ärzte, Gesundheits- u. Krankenpfleger, Mitarbeiter der Feuerwehr) oder dringende oder sonstige in § 10 ArbZG aufgeführte Arbeiten, die nicht auf Werktage verschoben werden können.
Weitere Ausnahmen sind durch abweichende Regelungen in einem Tarifvertrag, einer Betriebsvereinbarung oder im Einzelfall mit Genehmigung der Aufsichtsbehörde möglich.
Wohnt der Arbeitnehmer in einem anderen Bundesland als dem, in dem er arbeitet, oder liegt der Betrieb in einem anderen Bundesland als der Arbeitsort, gilt zwingend das Feiertagsrecht des Bundeslandes, in dem der Arbeitnehmer tätig werden soll (Arbeitsortprinzip).

## Ruhepausen und Ruhezeiten
Muss ein Arbeitnehmer am Tag länger als sechs Stunden arbeiten, ist ihm nach § 4 ArbZG eine im Voraus feststehende Ruhepause von mindestens 30 Minuten zu gewähren, bei einer Arbeitszeit von mehr als neun Stunden muss die Ruhepause mindestens 45 Minuten betragen. Die Ruhepausen können in Zeitabschnitte von jeweils mindestens 15 Minuten aufgeteilt werden. Länger als sechs Stunden nacheinander dürfen Arbeitnehmer nicht ohne Ruhepause beschäftigt werden.
Nach § 5 ArbZG müssen Arbeitnehmer nach Beendigung der täglichen Arbeitszeit eine ununterbrochene Ruhezeit von mindestens elf Stunden bis zur Wiederaufnahme der Arbeit haben.
In Krankenhäusern und anderen Einrichtungen zur Behandlung, Pflege und Betreuung von Personen, in Gaststätten und
anderen Einrichtungen zur Bewirtung und Beherbergung, in Verkehrsbetrieben, beim Rundfunk sowie in der Landwirtschaft und in der Tierhaltung kann die Dauer der Ruhezeit auf zehn Stunden verkürzt werden, wenn jede Verkürzung der Ruhezeit innerhalb eines Kalendermonats oder innerhalb von vier Wochen durch Verlängerung einer anderen Ruhezeit auf mindestens zwölf Stunden ausgeglichen wird.
Verkürzt sich die Ruhezeit für Arbeitnehmer in Krankenhäusern und anderen Einrichtungen zur Behandlung, Pflege und Betreuung von Personen dadurch, dass der Arbeitnehmer während einer Rufbereitschaft in der Zeit der Ruhezeit in Anspruch genommen wird, kann die insoweit verkürzte Ruhezeit zu anderen Zeiten ausgeglichen werden, wenn die Zeit der Inanspruchnahme nicht mehr als die Hälfte der Ruhezeit beträgt.

## Gesetzesverstöße
Verstöße des Arbeitgebers gegen die Vorschriften des Arbeitszeitgesetzes können nach dem Katalog des § 22 ArbZG umfassend als Ordnungswidrigkeiten mit einem Bußgeld von bis zu 15.000 Euro pro Verstoß geahndet werden. Begeht der Arbeitgeber Verstöße gegen materielle Regelungen des Gesetzes (und nicht nur gegen Aushang- und Informationspflichten) vorsätzlich und wird dadurch Gesundheit oder Arbeitskraft eines Arbeitnehmers gefährdet oder wiederholt der Arbeitgeber den Verstoß beharrlich, so begeht er eine Straftat des Nebenstrafrechts, sie ist mit einem Jahr Freiheitsstrafe oder Geldstrafe bewehrt.
Täter kann nur der Arbeitgeber (Unternehmer) oder die verantwortliche Person nach § 9 OWiG, § 14 StGB sein. Verantwortliche Personen sind die Betriebsleitung oder eine Person, die ausdrücklich beauftragt worden ist, in eigener Verantwortung Aufgaben wahrzunehmen, die dem Inhaber des Betriebes obliegen, ebenso ist eine vertretungsberechtigte Person oder das Mitglied eines vertretungsberechtigten Organs verantwortlich.

## Beteiligungsrechte des Betriebsrats
Der Betriebsrat hat nach § 80 Abs. 1 Nr. 1 BetrVG darüber zu wachen, dass das Arbeitszeitgesetz eingehalten wird. Zu seinen Aufgaben gehört weiter, Maßnahmen des Arbeitsschutzes zu fördern (§ 80 Abs. 1 Nr. 9 BetrVG).
Der Betriebsrat hat umfassend mitzubestimmen bei kollektiven Regelungen, die den Beginn und das Ende der täglichen Arbeitszeit, die Lage der Pausen und die Verteilung der Arbeitszeit auf die einzelnen Wochentage sowie die vorübergehende Verlängerung der betriebsüblichen Arbeitszeit (Überstunden) betreffen (§ 87 Abs. 1 Nr. 2 und Nr. 3 BetrVG). Das gilt auch, wenn Leiharbeitnehmer betroffen sind.
Beispiele
- gleitende Arbeitszeit,
- Einführung oder Abbau von Schichtarbeit,
- Aufstellung von Dienstplänen,
- Anordnung von Sonntagsarbeit
- Einrichtung und Ausgestaltung einer Rufbereitschaft,
- Einführung von Bereitschaftsdienst,
- Telearbeit, Betriebszeit des Computers,
- Arbeitszeitverlegungen,
- Einführung, Ausgestaltung, Änderung oder Abschaffung von beliebigen Arbeitszeitmodellen.